# Susana Salerno
Susana Salerno (Buenos Aires, Argentina; 29 de septiembre de 1955) es una actriz, productora y gestora cultural argentina.

## Carrera
Susana Salerno 
Trabajó en películas como El amateur, con guion y dirección de Juan Bautista Stagnaro, junto a Mauricio Dayub y Vando Villamil; la aclamada La puta y la ballena, dirigida por Luis Puenzo; y El abismo... todavía estamos, de la mano de Pablo Yotich, con Juan Palomino y Raúl Rizzo.

## Filmografía
- 2011: El abismo... todavía estamos
- 2009: The City of your Final Destination
- 2004: La puta y la ballena
- 2003: Imagining Argentina
- 1999: El amateur

## Televisión
- 2003: Los Simuladores
- 1999: Gasoleros

## Teatro[2]
- 1992: Desátame
- 1982: Apunte sobre la forma
- 1981: El que me toca es un chancho